# Tournay-Solvaypark
Het Tournay-Solvaypark (Frans: Parc Tournay-Solvay) is een zeven hectare groot landschappelijk gebied tussen de Terhulpsesteenweg en het station van Bosvoorde in Watermaal-Bosvoorde.
Het gewestelijk park Tournay-Solvay maakt deel uit van een bosgebied van ongeveer 20 hectare met een park, de vijvers van de Koninklijke Schenking alsook het grootste deel van het privépark van de International School of Brussels. De Woluwe, die uit het Zoniënwoud komt, voedt samen met lokale bronnen de vier vijvers van het gebied. 
Doorheen de geschiedenis was het eigendom van Pierre-Théodore Verhaegen en de bankier Jonathan-Raphaël Bischoffsheim voordat het eind 19de eeuw aangekocht werd door Ernest Solvay en koning Leopold II. De laatste twee gaven in 1911 tuinarchitect Jules Buyssens, die ook de tuin van Van Buuren ontwierp, de opdracht het park her aan te leggen.
Het Gewestelijk centrum voor initiatie tot de ecologie organiseert er geleide bezoeken, natuurstages en ecologieworkshops.

## Gebouwen

### Vijverberg
Het kasteel dat zich in het park bevindt, werd in 1982 door een brand verwoest. In 2007 werd er een actie op touw gezet om het kasteel van de totale teloorgang te redden. In 2014 werden stabilisatiewerken uitgevoerd in opdracht van het Brussels Hoofdstedelijk Gewest. In juni 2015 werd vervolgens begonnen met de renovatie, nadat het gewest daar 3,5 miljoen voor vrij had gemaakt.

### Paardenstallen
De paardenstallen van het kasteel werden in 1920 gebouwd door Georges Collin en werden in 1992 gerestaureerd. Ze huisvestten sinds het voorjaar van 1992 het Gewestelijk Centrum voor Ecologie-Initiatie.

### Witte villa
De witte villa werd in het begin van de twintigste eeuw gebouwd in art-nouveaustijl en later verbouwd door architect Alban Chambon. Ze biedt vandaag onderdak aan de Fondation européenne pour la sculpture.

## Plantencollectie
Het park bevat een aantal beschermde bomen
- twee rode beuken (Fagus silvatica F. Purpurea)[6][7]
- een Oostelijke hemlockspar (Tsuga canadensis)[8]
- Mammoetboom (Sequoiadendron giganteum)[9]

## Kunstwerken
- Grote rode driehoek (1996) van de Italiaanse beeldhouwer Mauro Staccioli
- Replica van een Olmeeks hoofd dat in het Mexicaanse dorp San Lorenzo werd gevonden (2002), van Pérez Solorzano
- Kelda of The Eternal Spring (Herdenkingsmonument Sparenberg – 1998) van Thérèse Chotteau